# Grafico (professione)
Nella lingua italiana il termine grafico è talvolta confuso e usato erroneamente in modo intercambiabile con altre definizioni. Generalmente si tende infatti ad associare il grafico ad una qualsiasi delle figure professionali nel settore della comunicazione visiva, mentre in realtà la definizione riguardava originariamente il personale tecnico che gestisce le macchine per la stampa in tipografia o litografia. Viene dunque applicato come sinonimo dell'espressione inglese graphic designer ovvero progettista grafico e anche tecnico, con la quale si designa un professionista che si occupa principalmente di creare oggetti visivi, intesi per essere stampati, pubblicati o trasmessi tramite i media digitali allo scopo di comunicare un messaggio al pubblico nel modo più semplice ed efficace, tramite il testo e le immagini.
La responsabilità principale di un grafico è la disposizione degli elementi nel modo più semplice e funzionale possibile. È inoltre in grado di assumere in prima persona responsabilità progettuali e di direzione artistica e di fornire consulenza tecnica in tutte le fasi della creazione di un prodotto.
I grafici sono professionisti che operano in più discipline della comunicazione, annoverando spesso competenze nel campo della fotografia, della tipografia o del web design. Essi possono lavorare in vari ambienti: negli studi professionali, nelle agenzie pubblicitarie, negli uffici di grafica delle redazioni di giornali o riviste, di case editrici o interni alle aziende, oppure come freelance, collaborando con agenzie, aziende o committenti individualisti. 

## Applicazioni
Il lavoro del grafico pubblicitario (chiamato talvolta graphic designer) serve a migliorare la diffusione della conoscenza e al giorno d'oggi si applica ai campi più svariati della comunicazione. Per esempio, i grafici pubblicitari creano i prodotti e gli elementi che costituiscono l'identità delle società e delle aziende (immagini coordinate, logotipi, marchi commerciali, testo ecc.), così come si occupano di creare manifesti e cartelloni pubblicitari e del packaging (confezioni di prodotti di mercato). Esistono altri tipi di grafico, specializzati nel realizzare prodotti per l'editoria (creazione, impaginazione e progettazione di libri, riviste, cataloghi, giornali, brochure, ecc.) e nell'industria dello spettacolo (romanzi, fumetti, titoli di testa e di coda in film e programmi televisivi ecc.). Anche la presentazione delle notizie è stata migliorata spesso dai grafici: documentari, telegiornali, periodici, riviste specializzate e libri di testo oggi si avvalgono del lavoro di questi professionisti per comunicare informazioni e attirare l'interesse del pubblico. Infine, in tempi più recenti, con l'avvento del world wide web e lo sviluppo di nuove tecnologie, hanno acquisito sempre più importanza la progettazione tecnica e grafica dei siti web o delle interfacce interattive e dei grafici, e in particolare gli UI Designer, lavorano al fianco dei web designer in modo da rendere la navigazione più semplice e al tempo stesso più interessante.

## Storia

### Origine del termine
Il termine inglese graphic design (la disciplina in cui un graphic designer opera) è stato usato per la prima volta nel 1922, nel saggio New Kind of Printing Calls for New Design, scritto dall'illustratore americano William Addison Dwiggins. per definire una serie di discipline artistiche che si concentrano sulla comunicazione visiva. Il graphic designer è colui che opera nel campo del graphic design, avvalendosi in primo luogo delle sue conoscenze visive e tecniche.
Il libro Graphic Design di W.G. Raffe, pubblicato nel 1927, è considerato il primo libro a utilizzare questo termine, nel titolo.

### La seconda rivoluzione industriale
La professione di grafico è considerata da molti essere nata in Europa (più probabilmente in Inghilterra e in Francia) verso la fine del XIX e l'inizio del XX secolo, durante la seconda rivoluzione industriale: con l'aumento della produzione di merci, del lavoro in serie e della concorrenza, le fabbriche avevano sempre più bisogno di comunicare un messaggio per richiamare l'attenzione del pubblico e spingerlo a comprare i prodotti. È così che ha cominciato a imporsi il modello pubblicitario che conosciamo oggi e che coinvolge diverse persone, tra cui artisti e progettisti. I primi "grafici pubblicitari" erano soprattutto artisti visivi, esperti di molte discipline allo stesso tempo (tipografia, illustrazione, calligrafia, fotografia ecc.).
Fra questi c'era l'artista e scrittore inglese William Morris, che fu uno dei primi a disegnare motivi decorativi affinché altri artigiani e artisti li utilizzassero nelle loro opere; altri furono noti artisti della Belle Époque francese (come Toulouse-Lautrec e Jules Chéret), che crearono quelli che possono essere considerati i primi veri manifesti pubblicitari. Gli esempi più noti sono le affiche disegnate per pubblicizzare il Moulin Rouge e le Folies Bergère, noti locali parigini dell'epoca. Infine, in Italia, un impulso venne dato da alcuni artisti, tra cui Dudovich, Seneca, Testa (che lavorarono con diverse ditte italiane creando manifesti pubblicitari dei loro prodotti) e lo stesso fondatore della corrente futurista Filippo Tommaso Marinetti, che cominciò a usare i caratteri tipografici come elemento grafico.
A partire dal lavoro di questi artisti, nel XX secolo ha cominciato a svilupparsi e a guadagnare importanza il mestiere di progettista grafico, inteso non come un semplice artista ma come una figura professionale a sé stante.

### Il XX secolo
Nei primi decenni del XX secolo, in Germania, un altro impulso notevole all'importanza della figura del grafico fu dato dalla scuola di arte e architettura tedesca Staatliches Bauhaus. Nell'importante eredità che la scuola ha lasciato al mondo del design spiccano diverse innovazioni didattiche, tra cui anche la nascita della disciplina del design, intesa come unione di tecnica ed arte, ma la più importante è il Vorkurs, cioè il "corso preliminare". Questo corso, svolto da Johannes Itten (designer e istruttore della scuola, che insegnava a liberare l'energia creativa e a indirizzarla verso la meta di una forma energetica e gestuale) è andato in seguito a fondare il moderno corso di basic design, che è diventato in seguito un corso fondamentale, impiegato in tutte le scuole di architettura e di design del mondo. Esso è un corso preparatorio, che comprende lo studio di metodologia, semiotica, ergonomia e diverse altre discipline, e che fornisce ai potenziali progettisti le basi per il futuro lavoro e per sviluppare il loro processo creativo, indipendentemente dagli studi compiuti in precedenza e dal tipo di attività che si vorrebbe svolgere in seguito. Per questo stesso motivo, il Vorkurs era obbligatorio per tutti gli studenti che si iscrivevano alla Bauhaus. Recenti studi hanno visto entrare anche il computer nell'insegnamento del Basic Design. Tra i teorici del Basic Design vi sono state varie figure di rilievo, tra cui Vasilij Kandinskij, Paul Klee, Johannes Itten, Bruno Munari, Giovanni Pintori e molti altri.
Oggi, il grafico è una figura professionale riconosciuta in tutto il mondo e ha sostituito l'iniziale "grafico pubblicitario" nelle agenzie e nelle ditte; l'artista dell'inizio del XX secolo ha lasciato spazio a un libero professionista, una figura esperta in diverse discipline del campo della grafica e costituisce uno degli elementi chiave dell'industria della comunicazione.

## Qualifiche
Per ottenere una posizione di lavoro come grafico è solitamente considerato essenziale avere almeno un certificato, ricevuto dopo aver conseguito gli studi in un istituto specializzato privato o in una scuola commerciale. Per dimostrare le proprie potenzialità, in genere viene inoltre richiesto un portfolio dei propri lavori.
È necessario anche avere le conoscenze adeguate, le quali sono non soltanto legate al campo della comunicazione (conoscenze di comunicazione visiva e sistemi percettivi), ma sono anche tecniche e culturali, e comprendono competenze sulla multimedialità e sul progresso della tecnologia. Ad esempio, per un tipografo è richiesta la conoscenza dei processi e dei metodi di stampa, mentre per un web designer è richiesta la conoscenza dei linguaggi di programmazione web di base, come PHP.
I grafici devono inoltre saper conoscere e comprendere le norme sociali e culturali del pubblico a cui il prodotto o il servizio è destinato, in modo da trovare le soluzioni visive più efficaci e pertinenti.
Un'altra capacità richiesta è quella di utilizzare le proprie conoscenze per risolvere in modo ottimale problemi complessi e le sfide poste dalla comunicazione visiva: ogni progettista deve saper identificare e tenere presente lo scopo del messaggio che il prodotto deve comunicare al pubblico, raccogliere e analizzare i dati necessari attinenti all'informazione e saper creare potenziali metodi progettuali che mirino a risolvere il problema e realizzare prodotti il più possibile semplici e funzionali e che centrino l'obiettivo comunicativo previsto. I metodi progettuali servono a conoscere e a identificare il problema e, in base ai dati ricercati dal progettista, portano a compiere una serie di scelte che conducono a una soluzione coerente.
Per compiere al meglio il suo lavoro, il grafico si avvale delle seguenti conoscenze:
- gli strumenti e le principali tecniche del disegno e della rappresentazione grafica
- i materiali occorrenti, nonché le tecniche di lavorazione
- gli eventi storici che sono alla base dell'attuale cultura della progettazione grafica (in particolare la storia dell'arte moderna e di quella contemporanea)
- le tecniche della grafica (sia quelle tradizionali e contemporanee che quelle legate alla grafica computerizzata e di modellazione digitale)
- le teorie del colore e le tecniche del suo utilizzo
- i materiali e le tecniche della stampa e della grafica editoriale
- le tecniche della fotografia
- gli aspetti teorico- scientifici e metodologici della disciplina
- la comunicazione visiva, la teoria della percezione e la psicologia della forma

## Strumenti
Oltre alla tecnologia e alle conoscenze adeguate, il grafico si avvale di spirito critico e della creatività. Principalmente comunque, a seconda della specializzazione o del tipo di progetto che affronta, il grafico si avvale di mezzi quali strumenti di scrittura e disegno (penne, matite ecc.), di stampa (stampanti, torchi calligrafici, macchine rotative ecc.) o di fotografia (apparecchi fotografici o video).
A metà degli anni ottanta del XX secolo, l'aumento dell'utilizzo dei computer in tutto il mondo e il conseguente avvento delle applicazioni di arte grafica e di impaginazione elettronica hanno dato il via ad una generazione di progettisti capaci di creare al computer elementi visivi che precedentemente erano stati prodotti a mano. Tuttavia, gli strumenti tradizionali quali le matite o le penne sono ancora utili per una parte dei progetti, anche se i computer vengono utilizzati per il loro completamento; un progettista o un direttore artistico, ad esempio, può effettuare degli schizzi o disegnare dei layout per presentare i concetti utili alla progettazione grafica. Alcuni di questi schizzi possono anche essere mostrati ad un cliente durante la fase iniziale della progettazione, così che il progettista possa eventualmente correggere gli errori e sviluppare l'idea in modo più preciso. Ad oggi, i computer sono considerati uno strumento indispensabile nell'industria della grafica e sono talvolta visti come strumenti più efficaci dei metodi tradizionali. Tuttavia, alcuni progettisti continuano ad utilizzare ancora questi ultimi.

## Occupazioni

### Illustratore
Gli illustratori sono dei particolari grafici con notevoli doti artistiche, abili nel creare dal nulla immagini volte a rappresentare idee, concetti o storie. In genere, essi si occupano di realizzare disegni o illustrazioni per prodotti di comunicazione, quali libri, riviste ed altre pubblicazioni, o per i prodotti commerciali come tessuti, prodotti di cancelleria, cartoline d'auguri, calendari, packaging, visual pubblicitari, ecc. Gli illustratori possono usare molti mezzi differenti, dal disegno a matita alla pittura, fino all'impiego del computer. Un illustratore consulta il cliente per conoscere il messaggio che l'immagine deve comunicare o la situazione che deve rappresentare. Oltre ad avere un'ottima conoscenza del disegno, è indispensabile che, per il suo lavoro, un illustratore possieda un fornito archivio di immagini a cui fare riferimento, in quanto può dover disegnare praticamente di tutto, a seconda dell'esigenza.

### Progettista di marchi e logotipi
Lo scopo di un grafico che progetta professionalmente marchi o logotipi è fornire, tramite un'immagine, un efficace messaggio visivo per identificare un singolo prodotto, una società o un'azienda. Questi progettisti acquisiscono innanzitutto le informazioni necessarie, in genere fornite dal cliente, in modo da poter realizzare il marchio attenendosi il più possibile al target richiesto e all'identità del prodotto o dell'azienda, per poi passare alla progettazione vera e propria, tenendo conto di specifici criteri, come la scelta di un carattere adeguato (lettering), i colori, le forme ecc. In genere, le caratteristiche fondamentali di un buon marchio sono la leggibilità, l'immediatezza comunicativa, il riconoscimento della marca e, non ultimo, la riproducibilità su svariati tipi di supporti. Scelte formali e di contenuto azzeccate permettono al marchio di distinguersi dagli altri e di rimanere attuale nel tempo andando a creare un'"identità" del prodotto, società o azienda sempre più riconoscibile dal pubblico.

### Grafico multimediale
I grafici multimediali hanno il compito di progettare disegni e immagini per prodotti multimediali, come ad esempio contenuti da inserire nelle pagine web (disegni, animazioni 3D ecc.). Essi utilizzano software e applicazioni specifiche per realizzare i loro lavori. Di solito un grafico multimediale lavora insieme ai direttori artistici e ai web designer, ma anche con persone che lavorano nel settore informatico, per concordare insieme a esse le caratteristiche legate agli aspetti più strettamente tecnici.

### Web Designer
Il lavoro di un Web Designer ha un ruolo chiave nel progettare le pagine web, prendendo decisioni sullo stile e i contenuti, progettandone gli elementi visivi, gli strumenti di navigazione e la loro disposizione nella pagina. A seconda della portata del progetto, il lavoro del web designer può anche comprendere la collaborazione con altre figure professionali, come ad esempio l'interface designer. Il prodotto finale deve essere funzionale e piacevole, in modo da presentare chiaramente i propri contenuti ed essere facilmente esplorabile ed utilizzabile. I web designer si avvalgono dell'uso della grafica applicata al computer e della conoscenza del computer e della tecnologia web, ma il loro lavoro comprende anche una certa creatività, così come capacità di progettazione, gusto estetico e conoscenza dell'interattività, usabilità e accessibilità dei siti web.

### Giornalista visivo
I giornalisti visivi sono grafici che lavorano nell'ambito del “visual journalism”, una disciplina molto recente che consiste nel fare informazione attraverso le immagini (fotografie, video, animazione ecc.) piuttosto che tramite la scrittura. In genere, questi professionisti vengono impiegati dovunque ci sia bisogno di comunicare informazioni in modo semplice e immediato, come ad esempio nella progettazione grafica di mappe, grafici, presentazioni di immagini, animazioni ecc. Inoltre, collaborano spesso assieme ad informatici, matematici e statistici per facilitare il processo di elaborazione e di comunicazione delle informazioni.

### Brand Designer
Lo sviluppatore della cosiddetta brand identity è colui che si occupa di creare e di gestire quotidianamente l'identità visiva di una marca o di una società. Con “identità visiva” si intende, in questo caso, l'insieme di segni grafici tramite i quali un'azienda “demarca” il proprio territorio. Questo tipo di grafico è colui che ha il compito di realizzare immagini coordinate che permettano al pubblico di conoscere una data società nel modo in cui essa vuole essere “veduta”. In termini grafici, l'identità di marca di una società può essere rappresentata con un singolo marchio o logotipo, il quale, poi, può essere spesso integrato in tutti i prodotti, gli elementi e i materiali della società stessa. Oggi il brand designer conosce e comprende anche elementi di marketing multi sensoriale da applicare al design della marca.

### Responsabile Layout
Un progettista grafico del layout è in pratica il responsabile dell'apparenza visiva globale di un prodotto visivo: ha il compito di disporre il testo e le immagini nel modo più piacevole e al tempo stesso più funzionale per il pubblico. Il responsabile deve compiere molte scelte importanti (per esempio selezionare i colori e i font adatti ad ogni progetto) in modo da dare al prodotto la corretta forma visiva in base al messaggio che esso deve comunicare. Questi progettisti spesso lavorano nelle redazioni di giornali e riviste, così come in agenzie pubblicitarie e agenzie web. Fra i loro prodotti più noti ci sono brochure, manifesti, cartelloni pubblicitari e la stessa impaginazione di libri, riviste e giornali.